# Mauricinho
Maurício Poggi Villela, detto Mauricinho (Ribeirão Preto, 29 dicembre 1964), è un ex calciatore brasiliano, di ruolo attaccante.

## Caratteristiche tecniche
Giocava come attaccante, ricoprendo il ruolo di ala destra. I suoi tratti salienti erano la rapidità, la perizia nel dribbling e la precisione nei cross. A detta di Branco marcare Mauricinho creava molte difficoltà ai terzini per via delle sue caratteristiche.

## Carriera

### Club
Prodotto del vivaio del Comercial di Ribeirão Preto, sua città natale, attirò le attenzioni di varie squadre blasonate, e nel 1983 fu acquistato dal Vasco da Gama. Fece il suo debutto durante il Taça de Ouro 1984: nella sfida contro il Nacional del 15 febbraio subentrò a Marcelo. Divenne poi stabilmente titolare nel club dalla banda nera, e, a fianco di giocatori affermati come Roberto Dinamite e Romário conquistò due titoli dello stato di Rio de Janeiro. Fermato da un infortunio nel 1988, l'anno seguente si trasferì al Louletano, in Portogallo, ove però rimase per un breve lasso di tempo: tornato in Brasile, difese i colori del Palmeiras nel campionato Paulista. Nel 1990 ricevette un'altra offerta per giocare in Europa, sempre nella Penisola iberica, questa volta in Spagna. Mauricinho si trasferì all'Espanyol di Barcellona, con cui disputò la Segunda División spagnola nella stagione 1989-1990. Nel 1991 tornò in patria, al Vasco da Gama, disputando undici partite nel torneo statale. Nel 1992 partecipò al campionato nazionale con la maglia di una società paulista, il Bragantino, assommando dieci presenze. Passato poi per Fortaleza (ove vinse il campionato Cearense) e Remo, un intervallo al Botafogo di Ribeirão Preto precedette il suo ritorno nella massima serie, quindici partite con il Remo nella stagione 1993. Nel 1994 partecipò dapprima al campionato Paulista nella Ponte Preta e poi alla Série A con il Botafogo di Rio de Janeiro. Tra il 1994 e il 1995 ebbe una esperienza in Asia, con i giapponesi del Kyoto Purple Sanga, e una volta tornato al Botafogo vi giocò diciotto gare del Campeonato Brasileiro Série A 1996. Acquistato nuovamente dal Vasco da Gama, partecipò alla vittoria del campionato nazionale nel 1997, al titolo statale del 1998 e alla conquista della Coppa Libertadores 1998; si ritirò nel 2000 con la maglia del Comercial.

### Nazionale
Mauricinho fu convocato per il campionato del mondo Under-20 1983 dal tecnico Jair Pereira, che lo schierò titolare in tutte e sei le gare disputate dal Brasile Under-20 in tale competizione, e al termine di essa la selezione verde-oro si laureò campione del mondo di categoria. Quattro anni dopo lo stesso Jair Pereira lo chiamò per disputare alcune amichevoli con la Nazionale olimpica, ma più tardi decise di escluderlo dalla lista per Seul 1988.

## Palmarès

### Club

#### Competizioni nazionali
- Campionato Carioca: 3

Vasco da Gama: 1987, 1988, 1998
- Campionato brasiliano: 1

Vasco da Gama: 1997
- Torneo Rio-San Paolo: 1

Vasco da Gama: 1989
- Campionato Cearense: 1

Fortaleza: 1992

#### Competizioni internazionali
- Coppa CONMEBOL: 1

Botafogo: 1993
- Coppa Libertadores: 1

Vasco da Gama: 1998

### Nazionale
- Campionato mondiale Under-20: 1

Messico 1983